# Rump steak

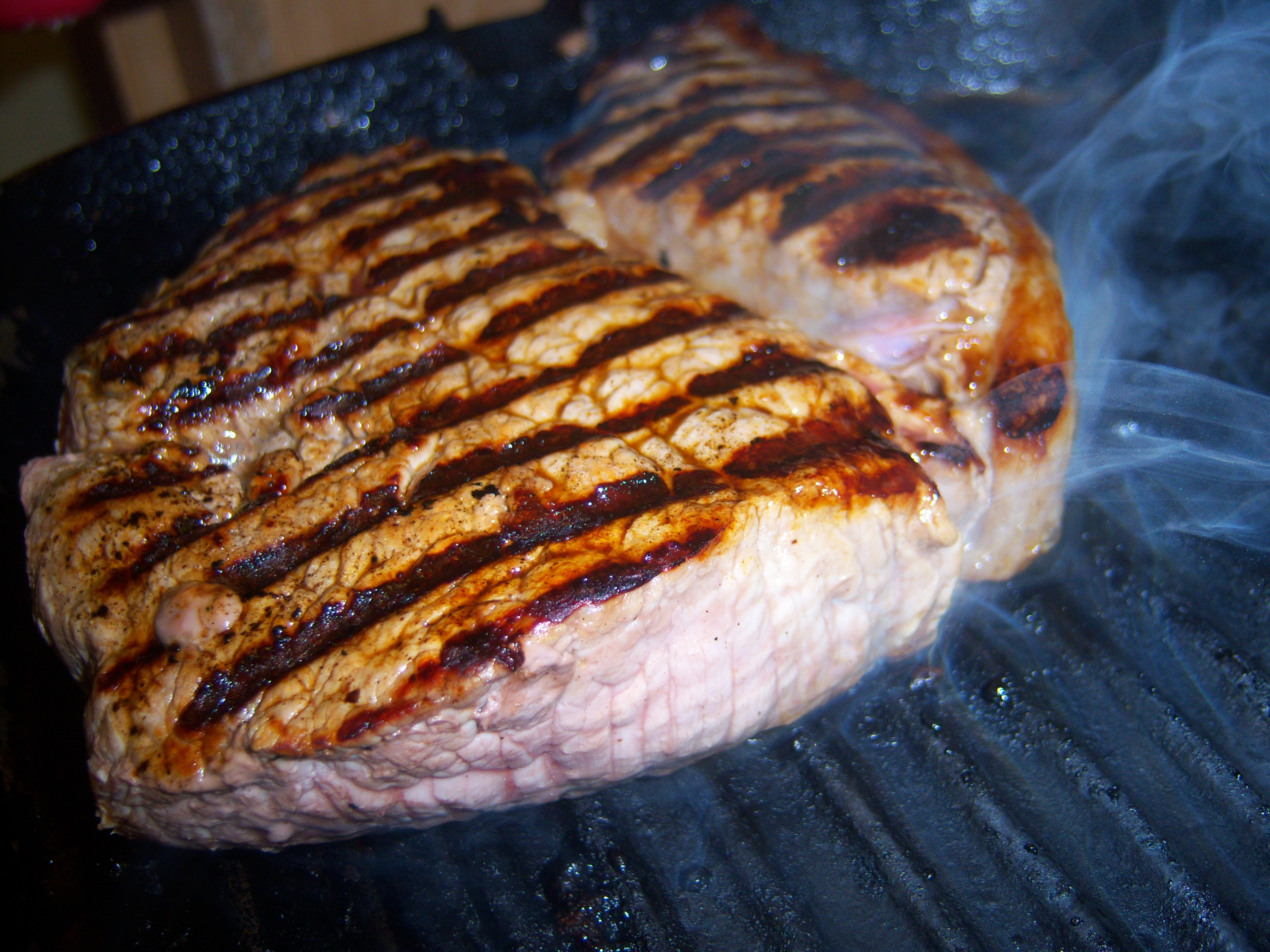
Rump steak se připravuje na pánvi

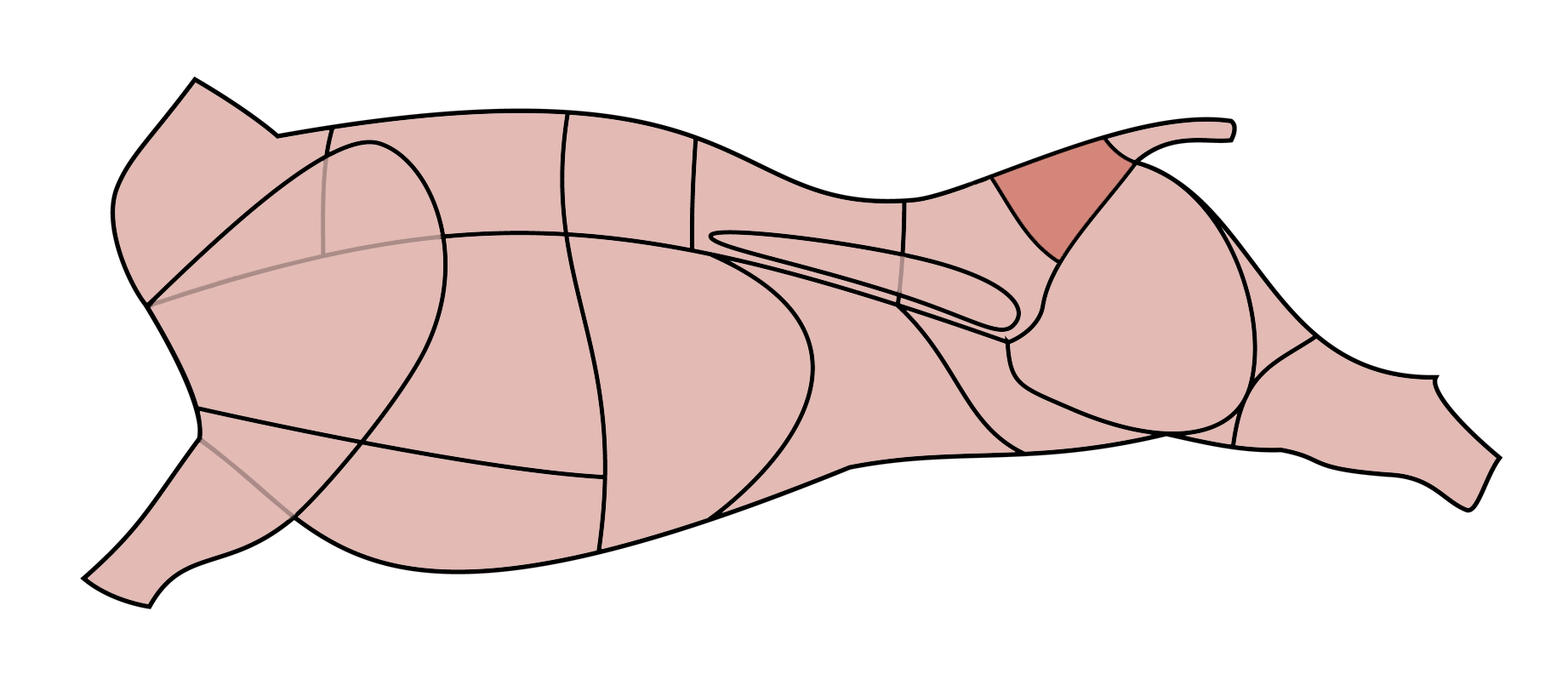
Květová špička

Rump steak je kus hovězího masa z vykostěné horní části hovězí kýty neboli z květové špičky. Nachází se v horní zadní části, které zvíře téměř nenamáhá. Díky tomu má tento druh masa jemné svalové vlákno, které má tenké tukové žilky. Poskytuje velmi chutné a libové maso, které se může použít pro grilování, ale i jiné tepelné úpravy. Maso musí být ale dobře vyzrálé, jinak je tuhé.

## Terminologie
V Severní Americe se dělá ze zadní části zvířete, která se jmenuje také round.
Ve Velké Británii nebo Austrálii se rump steak připravuje z části nacházející se blíže ke středu zvířete neboli z velké části amerického ekvivalentu části svíčkové (anglicky: Sirloin).
| britský | americký |
| ------- | -------- |
|         |          |

## Americká a britská ekvivalence
Ve Velké Británii a v ostatních anglicky mluvící zemích se část masa nazývá rump steak, ale v americké angličtině se jmenuje sirloin. Na druhou stranu britský výraz sirloin Američané nazývají porterhouse.

## Francouzská ekvivalence
Ve francouzštině se rump steak do 19. století jmenoval culotte podle krátkých kalhot, které nosila šlechta.
Ve 20. století byl přijat anglický termín rump steak, i když s upraveným pravopisem romsteak nebo romsteck. Pravopisně je možný i rumsteak.